# تنیویتسه مو
تنیویتسه مو (به لاتین: Tyniewicze Małe) یک منطقهٔ مسکونی در لهستان است که در Gmina Narew واقع شده‌است.